# بنیاد لویی ویتون
۴۸°۵۲′۳۶″ شمالی ۲°۱۵′۴۸″ شرقی / ۴۸٫۸۷۶۶۷°شمالی ۲٫۲۶۳۳۳°شرقی

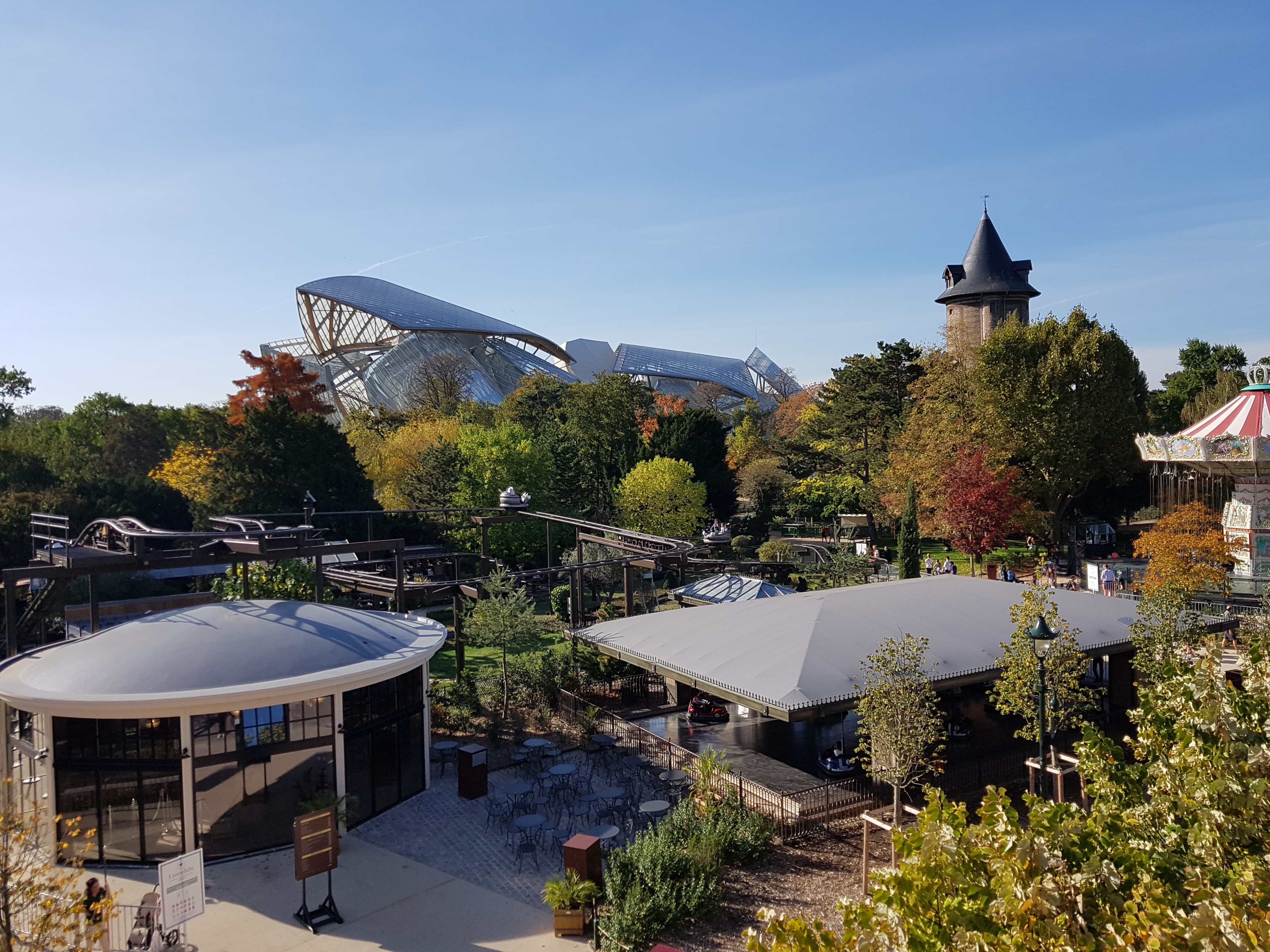
نمایی از بنای بنیاد لویی ویتون درمنطقه ۱۶پاریس

ساختماد بنیاد لویی ویتون در سال ۲۰۰۶ ساخته شد که یک موزه هنر و مرکز فرهنگی حمایت شده توسط شرکت‌های تابعه آن و سازمان‌های ناسودبَر یا سازمان‌های غیرانتفاعی است.
موزه هنر در اکتبر ۲۰۱۴ افتتاح شد. این ساختمان توسط معمار فرانک گری طراحی شده‌است و در منطقه ۱۶ پاریس واقع شده‌است. بیش از ۱٫۴ میلیون نفر در سال ۲۰۱۷ از بنیاد لویی ویتون بازدید کردند.
هزینه‌های موزه در ابتدا ۱۰۰ میلیون یورو پیش‌بینی شده بود، اما در سال ۲۰۱۷ مشخص شد که تقریباً هشت برابر این مبلغ بوده‌است. گزارش نوامبر 2018 دیوان محاسبات فرانسه نشان داد که از سال ۲۰۰۷ تا ۲۰۱۴، ساخت و ساز ساختمان، فعالیت اصلی بنیاد را تشکیل می‌دهد. در اوایل همان ماه، یک گروه ضد فساد فرانسوی، شکایتی را در دادگاه پاریس مطرح کرد و بنیاد لویی ویتون را به ارتکاب کلاهبرداری و فرار مالیاتی در ساخت موزه خود متهم کرد. این امر ادعا می‌کند که شعبه غیرانتفاعی مجامع گروه حمایتگر توانسته‌است حدود ۶۰٪ از هزینه موزه را از مالیات خود کسر کند و از برخی هزینه‌های دیگر استرداد مالیات را درخواست کند. در کل، شاکی ادعا می‌کند که بنیاد لویی ویتون نزدیک به ۶۰۳ میلیون یورو از دولت در قبال تقریباً ۷۹۰ میلیون یورو هزینه ساخت موزه دریافت کرده‌اند.

## تاریخچه
در سال ۲۰۰۱، برنارد آرنو، رئیس گروه حمایت‌کننده با فرانک گری ملاقات کرد، و به او در مورد برنامه‌های ساخت یک ساختمان جدید برای بنیاد آفرینش لویی ویتون گفت. پروژه ساختمان برای اولین بار در سال ۲۰۰۶ ارائه شد، با هزینه‌های تخمینی حدود ۱۰۰ میلیون یورو (۱۲۷ میلیون دلار) و گفت که قصد دارد در اواخر ۲۰۰۹ یا اوایل سال ۲۰۱۰ افتتاح شود. سوزان پاگه، آن زمان مدیر موزه هنر مدرن پاریس، به عنوان مدیر هنری بنیاد مسئول توسعه برنامه موزه انتخاب شد.
شهر پاریس که مالک این پارک است در سال ۲۰۰۷ مجوز ساخت را اعطا کرد. در سال ۲۰۱۱، یک انجمن برای محافظت از آن پارک در یک دادگاه شکایت کرد و پیروز شد، زیرا قاضی حکم داد که مرکز بیش از حد نزدیک به یک جاده آسفالته کوچک ساخته شده‌است و حق تقدم عمومی را تحت الشعاع قرار می‌دهد.
مخالفان همچنین شکایت داشتند که یک ساختمان جدید باعث برهم زدن آرامش چشمگیر پارک تاریخی خواهد شد. شهر از رأی دادگاه تجدیدنظر کرد. معمار مشهور فرانسوی، ژان نوول، از گری حمایت کرد و در پاسخ مخالفان گفت: «آنها با کت و شلوارهای کوتاه تنگ، می‌خواهند پاریس را در قالبی رسمی قرار دهند و این امری کاملاً رقت انگیز است». سرانجام قانون خاصی توسط مجمع ملی تصویب شد که بودجه‌ای را به منافع ملی و "یک اثر هنری بزرگ که برای کل جهان بود، اختصاص داد، که به آن امکان ادامه کار را داد.
این موزه در ماه اکتبر با هزینه ۱۴۳ میلیون دلار برای بازدید عموم افتتاح شد. با این حال، در ماه مه ۲۰۱۷، ماریان، یک مجله خبری فرانسوی، فاش کرد که هزینه نهایی این بنا ۷۸۰ میلیون یورو بوده‌است.
قبل از افتتاح رسمی، محل برگزاری نمایش مد بهار / تابستان ۲۰۱۵ زنان لویی ویتون (Louis Vuitton) بود.

## مجموعه
مجموعه موزه، که گمان می‌رود ترکیبی از آثار متعلق به برنارد آرنو باشد، شامل آثاری از ژان میشل باسکیا، گیلبرت و جورج و جف کونز است. کارهایی از الزورت کلی، الافور الیاسون، جانت کاردیف و جورج بورس میلر (با بازی اسکات تیکسیه و تونی تیکسیه)، سارا موریس، تارین سیمون، سریت وین ایوانز و آدریان ویلار روخاس را سفارش داد.
کِلی، پرده ای برای ساخت سالن ساختمان، متشکل از ۱۲ نوار رنگی ایجاد کرد. الیاسون بخش «Inside the Horizon (2014)» را ایجاد کرد، که از ۴۳ ستون زرد منشوری شکل تشکیل شده‌است که از داخل روشن شده و در امتداد یک راهرو قرار گرفته‌است. ویلار روخاس یک مخزن آب ایجاد کرد که شامل اشیا پیدا شده، کفش‌های ورزشی و گیاهان دور انداخته شده بود، که در زیر یکی از بادبان‌های شیشه‌ای بنا نصب شده‌است که شکل و شمایل اصلی این ساختمان را نشان می‌دهد.

## بودجه
بودجه این موزه توسط گروه ال وی ام اچ تأمین شد که نام و لوگوی برند شاخص آن، یعنی لویی ویتون را دارد. این ساختمان پس از ۵۵ سال متعلق به دولت می‌شود.

## معماری
در نمای این ساختمان سیالیت و جداره‌های شیشه‌ای دیده می‌شوند و با استفاده از روشی پیشرفته، شیشه‌ها به صورت میلیمتری برش خورده و به صورت منحنی درآمدند.
این ساختمان از قرارگیری بلوک‌های سفید روی هم تشکیل شده، و با پانل‌های بتنی تقویت شده و با الیاف پوشانده شده‌است. این پانل‌ها به کمک ۱۲ بادبان شیشه‌ای احاطه شده‌اند. بادبان‌ها به این بنا شفافیت و حس حرکت و سیالیت می‌دهند، معماری بنا به گونه ایست که می‌توان انعکاس آب، چوب‌ها و باغ را روی بنای ساختمان مشاهده کرد و این تصاویر روی شیشه، دائماً با نور تغییر می‌کنند.
ورودی موزه به عنوان یک فضای اجتماعی برای گردهمایی طراحی شد و رستوران و کتابفروشی نیز دارد. این فضای بزرگ ممکن است به عنوان سالنی برای کنفرانس‌هایی با ظرفیت ۳۵۰ نفر یا فضاهای نمایشگاهی یا محلی برای برگزاری رویدادهای ویژه بکار رود.
وسعت زیاد شیشه در بنا، تجربه بازدید از موزه و دیدن همزمان مناظر بیرونی را ممکن می‌سازد. بازدید کنندگان می‌توانند از راه پله‌های بیرونی، که در زیر بادبان شیشه‌ای واقع شدند، برای رسیدن به باغ‌های روی بام و نمایشگاه‌های طبقه بالا استفاده کنند.
ساختار سقف شیشه‌ای این بنا هم چنین کمک می‌کند تا بتوان آب باران را جمع‌آوری کرده و مجدداً از آن استفاده کرد، ضمن اینکه سیستم انرژی گرمایی زمین را در ساختمان بهبود می‌بخشد.
قابل به ذکر است این بنیاد موفق به دریافت گواهینامه کیفیت محیط زیستی ممتاز با درجه عالی شده‌است.